# UK B-Boy Championships
UK B-Boy Championships （ユーケー ビーボーイ チャンピオンシップス）は毎年、イギリス・ロンドンで行われているブレイクダンスをはじめオールドスクールのダンス世界大会である。Battle of the Year、Freestyle Sessionと並びブレイクダンスの3大世界大会の一つ。

## 概要
1. Poppin' Solo Battle 2．Lockin' 2on2 Battle 3. B-Boy Solo Battle 4. B-Boy Crew Battleの主な4部門がある。決勝（World final）はロンドンの「ブリクストン・アカデミー（Brixton Academy）」にて、各国から予選を勝ち上がってきた選手が集結しバトルを繰り広げる。
2004年に日本予選に当たるUK B-BOY CHAMPIONSHIPS JAPAN ELIMINATIONがAASDによって企画、運営され正式にスタートした。
携帯電話メーカーのソニー・エリクソン・モバイルコミュニケーションズがスポンサーをしている。

## 歴代のチャンピオン

### 1. Poppin' Solo Battle
- 2013 ：HOAN(韓国)
- 2012 ：GREEN TECK(カナダ)
- 2011 ：KITE(日本)
- 2010 ：Nelson(フランス)
- 2009 ：DEY DEY(フランス)
- 2008 ：GUCCHON（日本）
- 2007 ：Salah(フランス)
- 2006 ：J Smooth(アメリカ)
- 2005 ：Iron Mike(フランス)
- 2004 ：Saly Sly(フランス)

### 2．Lockin' 2on2 Battle
- 2011 ：開催見送り
- 2010 ：Flockey & Rae(ドイツ)
- 2009 ：A-TRAIN & RAZZLE DAZZLE(スウェーデン)
- 2008 ：LOCK & LOL(韓国）
- 2007 ：Yuma and Miho（ILL-MY-NATION）(日本)
- 2006 ：Go Go Brothers(日本)
- 2005 ：Hilty & Bosch(日本)

### 3. B-Boy Solo Battle
- 2016: Sunni（イギリス）
- 2014: Lilou（フランス）
- 2013: Menno（オランダ）
- 2012: Kareem（アメリカ）
- 2011: Morris（アメリカ）
- 2010 ：Flying Buddah(ロシア)
- 2009 ：Lilou(フランス)
- 2008 ：Morris(アメリカ)
- 2007 ：Menno(オランダ)
- 2006 ：Mouse(イギリス)
- 2005 ：Roxrite(アメリカ)
- 2004 ：Physicx(韓国)
- 2003 ：Ronnie Ruen(アメリカ)
- 2002 ：Super G(ベルギー)
- 2001 ：Sonic(デンマーク)
- 1999 ：Tim Twist(イギリス)
- 1998 ：Evo(イギリス)
- 1997 ：Evo(イギリス)
- 1996 ：Evo(イギリス)

### 4. B-Boy Crew Battle
- 2016 Red Bull BC One All-Stars（多国籍）
- 2014: The Ruggeds（オランダ）
- 2013: Morning of Owl（韓国）
- 2012: Jinjo（韓国）
- 2011: Vagabonds（フランス）
- 2010 ：Vagabonds(フランス)
- 2009 ：SKILL METHODZ(アメリカ)
- 2008 ：TOP9(ロシア)
- 2007 ：T.I.P(韓国)
- 2006 ：Pockémon(フランス)
- 2005 ：Project Soul(韓国)
- 2004 ：Project Soul(韓国)
- 2003 ：Methods Of Havik(アメリカ)
- 2002 ：Project Corea(韓国)
- 2001 ：USA All-Stars(アメリカ)
- 2000 ：Suicidal Lifestyle(ハンガリー)
- 1999 ：Bag Of Trix(カナダ)
- 1998 ：Spartanic Japan(日本)
- 1997 ：Second To None(イギリス)
- 1996 ：Second To None(イギリス)

## DVD
以下の作品が日本語字幕付きで発売されているが、大会中に使用された音楽は著作権の問題で別のものに差し替えて収録されている。

### 世界大会
- UK B-BOY CHAMPIONSHIPS 2008 ~WORLD FINALS~
- UK B-BOY CHAMPIONSHIPS WORLD FINALS 2007
- UK B-Boy Championships 2006 ~World Final~
- UK B-Boy Championship 2005

### 日本予選
- UK B-BOY CHAMPIONSHIPS JAPAN ELIMINATION 2009
- UK B-BOY CHAMPIONSHIPS JAPAN ELIMINATION 2008
- UK B-BOY CHAMPIONSHIPS JAPAN ELIMINATION 2007
- UK B-Boy Championship Japan Elimination 2006
- UK B-Boy Championship Japan Elimination 2005
- UK B-BOY Championship Japan Elimination 2004

### その他
- Best of UK B-Boy CHAMPIONSHIPS

　　　（2004年から2006年までの日本予選と世界大会から、ベストバトルを選りすぐって収録されている。）